# État souverain du Panama
1855–1886
Entités précédentes :
- Province d'Azuero
Province de Chiriquí
Province de Panama
Province de Veragua

Entités suivantes :
- Département de Panamá

L'État souverain du Panama, créé sous le nom d'État fédéral du Panama, est une division administrative et territoriale de la Confédération grenadine puis des États-Unis de Colombie. Il a été créé le 27 février 1855. 
Il est renommé département de Panamá lors de l'adoption en 1886 de la nouvelle Constitution colombienne.

## Géographie

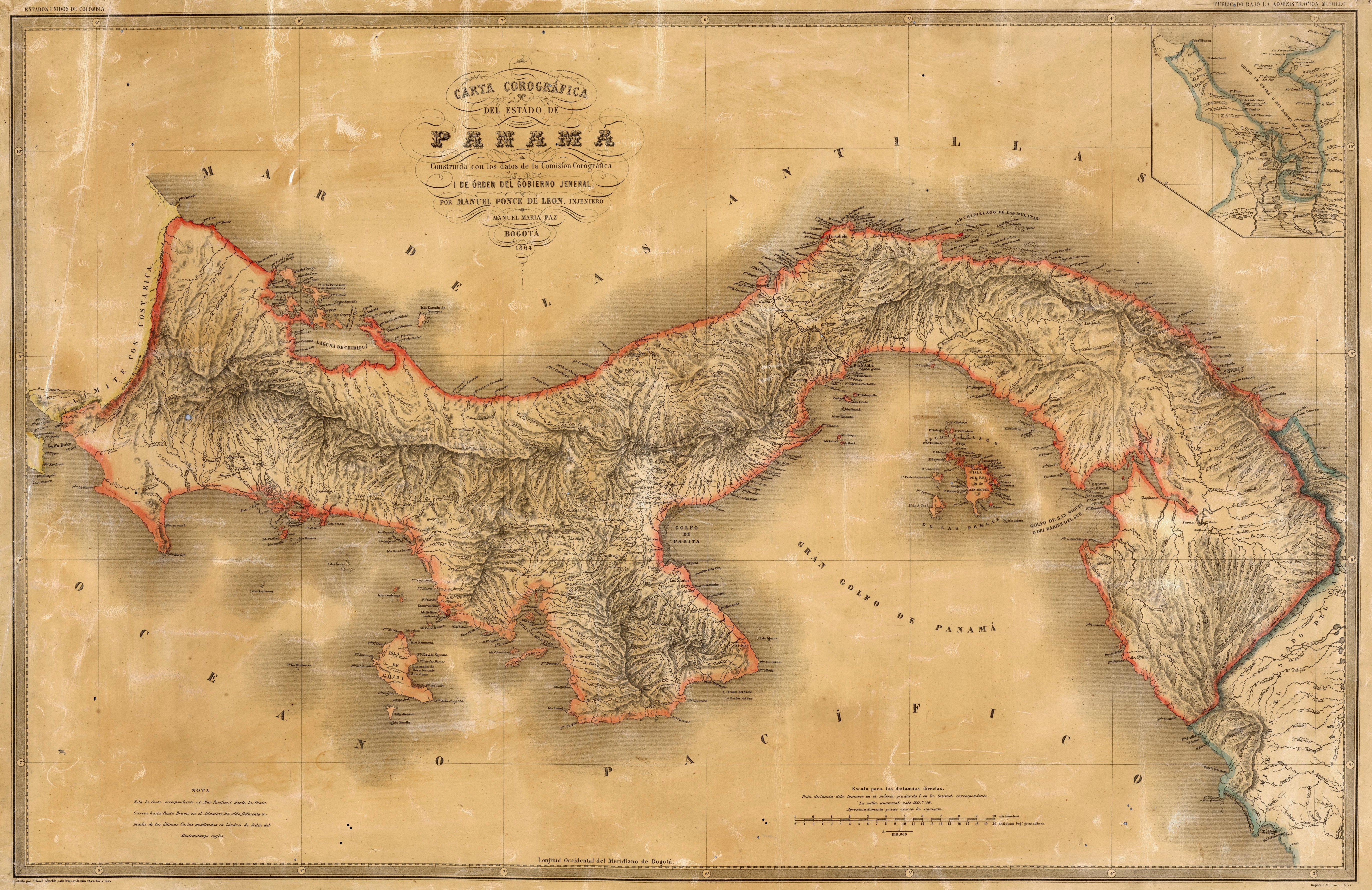
Carte de l'État du Panama.

### Géographie physique
L'État souverain du Panama est géographiquement l'équivalent de l'actuel État du Panamá.

### Limites
- Nord : Océan Atlantique
- Est : État souverain de Cauca
- Sud : Océan Pacifique
- Ouest : Costa Rica

### Organisation territoriale
L'État de Panama est divisé en un district capital, six départements et trois comarques. 
- District capital (Panamá)
- Département de Colon (Colón)
- Département de Chiriqui (David)
- Département de Cocle (Penonomé)
- Département de Los Santos (Los Santos)
- Département de Panama (Panamá)
- Département de Veraguas (Santiago)
- Comarque de Balboa (San Miguel)
- Comarque de Bocas del Toro (Bocas del Toro)
- Comarque du Darien (Yaviza)

La capitale de l'État est Panamá.

## Démographie
Au recensement de 1870, l'État de Panama compte 221 052 habitants dont 113 215 hommes et 107 837 femmes.